# Лорето Ґранде
Лорето Ґранде (італ. Loreto Grande; 20 квітня 1878, Віллаваллелонґа 5 липня 1965, там само) був італійським натуралістом з Новеченто, народженим у Вільяваллелонзі, провінція Л'Аквіла, Він мав неординарний та жвавий розум, завдяки своїй завзятій та гордій вдачі, переживав періоди нерегулярного навчання. Здобув середню освіту, перейшовши з ліцею Авеццано до ліцею Тіволі та навіть до Арпіно. Він вступив на медичний факультет Неаполітанського університету, де здобув повагу та дружбу ботаніка Мікеле Ґваданьйо. У 1903 році, у віці лише 25 років, він опублікував свою першу наукову роботу: Primo contributo alla flora di Villavallelonga nella Marsica, яка з'явилася в Nuovo giornale botanico Italiano. Ця робота відкрила йому двері до Ботанічного саду Неаполя, де він працював до 1942 року.
Між 1904 і 1932 роками він опублікував 22 статті для наукового поширення, всі пов'язані з середземноморською флорою, які були внесені до Index Kewensis. Повністю поглинутий власними науковими дослідженнями, він знаходить час, щоб здобути академічний ступінь. Його зухвалість завадила йому знайти наукових колег у загальноєвропейському академічному світі.
У 1942 році, через непорозуміння з керівництвом Ботанічного саду Неаполя, він добровільно вирушив у вигнання до рідного міста Вільяваллелонга, де відзначився своєю громадянською відданістю захисту свого міста від воєнних руйнувань, взявши на себе керівництво комунальною адміністрацією. Він енергійно захищав ботанічну та лісову спадщину Марсіканської долини та передав Національному парку Абруццо власні колекції гербарних зразків, співпрацюючи з ним тривалий час. Він помер у Вільяваллелонзі 5 липня 1965 року.

## Вибрані публікації
- Primo contributo alla flora di Villavallelonga nella Marsica. N. Giorn.Botan. Ital. n. ser., 11: 125—140. 1904.
- Note di floristica napoletana. Bull. Orto Botan. di Napoli 2: 513—520. 1910.
- Note di floristica napoletana (VIII—XVII). Bull. Soc. Botan. Ital. 1911 85—94. 1911 (se repite en el trabajo que sigue).
- Note di floristica napoletana (VIII—XL). Bull. Orto Botan. di Napoli 3: 193—218. Napoli 1911 (fecha del extracto).
- Note di floristica Silana. Bull. Orto Botan. di Napoli 3: 93—110. Napoli 1911 (fecha del extracto).
- Esplorazioni botaniche in Basilicata. Bull. Orto Botan. di Napoli 3: 353—451, 1 tav. Napoli 1911 (fecha del extracto). En colaboración con F. CAVARA.
- Note di floristica napoletana (Continuazione: XXXXI-LII). Bull. Soc. Botan. Ital. 1912: 175—186. Firenze 1912.
- Rettificazioni ed aggiunte all'Index Kewensis. Bull. Orto Botan. di Napoli 4: 155—192. 1913 (fecha del extracto).
- Un'escursione sui monti di Formicola. Bull. Orto Botan. di Napoli 4: 259—264. 1914 (fecha del extracto).
- Contributo alla flora del Terminillo (Abruzzo). Bull. Orto Botan. di Napoli 4: 269—308, tav. V—VIII, 1914 (fecha del extracto). En colaboración con F. CAVARA.
- Note di floristica (I.XVIII). Bull. Orto Botan. di Napoli 4: 363—370. 1914 (fecha del extracto).
- Note di floristica. Bull. Orto Botan. di Napoli 5: 55—67, 1916 (fecha de efectiva publicación).
- Rettificazioni ed aggiunte all'Index Kewensis (2.ª contribución). Buil. Orto Botan. di Napoli 5: 179—259. 1916 (fecha del extracto).
- Note di floristica. N. Giorn. Botan. Ital. n. ser. 27: 223—243. Firenze, 1920.
- Note di floristica. N. Giorn. Botan. Ital. n. ser. 29: 142—161. Firenze, 1922.
- Note di floristica. N. Giorn. Botan. Ital. n. ser. 31: 105—160. Firenze 1924.
- Note di floristica. Boll. Soc. Naturalisti di Napoli 36: 217—245. Napoli, 1925..
- Note di floristica. N. Giorn. Botan. Ital. n. ser. 32: 62—101. Firenze, 1925. In: STRAFFORELLO: «Piemonte». Collez. «La Patria» n. 1, Torino 1925 (notas sobre la flora).
- RettifIcazioni ed aggiunte all'Index Kewensis (3.ª contribución) Bull. Orto Botan. di Napoli 8: 5—144 (fecha del extracto).
- Altre piante rare o nuove della Cirenaica. Bull. Orto Botan. di Napoli 8: 277—281. 1925 (fecha del extracto). Cfr. anche Bull. Soc. Botan. Italiana 1925: 100—105. En colaboración con F. CAVARA.
- Rettificazioni ed aggiunte all' Index Kewensis. (4.ª contribución). Bull. Orto Botan. di Napoli 10: 41—76. 1932 (fecha del extracto).

## Почесні звання
- Комуна Вільяваллелонга встановила його пам'ятний бюст, також вулиця носить його ім'я.
- Національний парк Абруццо, Лаціо та Молізе має з ним угоду про дослідження з 2008 року.

### Епоніми
- (Айстрові) Cirsium grandei Petr.[1]
- (Айстрові) Ptilostemon × grandei (Petr.) Greuter[2]
- Grande є міжнародним науковим скороченням імені ботанічного автора: Лорето Ґранде.
Перегляньте таксони, приписувані цьому автору, в International Plant Names Index (IPNI).

.